# Hestimoides trigeminatus
Hestimoides trigeminatus är en skalbaggsart som först beskrevs av Francis Polkinghorne Pascoe 1867.  Hestimoides trigeminatus ingår i släktet Hestimoides och familjen långhorningar. Inga underarter finns listade i Catalogue of Life.